# 大橋慶三
大橋慶三（おおはし けいぞう、1976年3月13日 - ）は、日本の小説家・映画監督・脚本家、演歌歌手、行政書士。東京都出身。千葉県浦安市在住。東海大学政治経済学部卒業。

## 来歴
- 第4回インディーズムービー・フェスティバルに入選。大橋家名義（実弟とのユニット）。
- あっ!とおどろく放送局（インターネット放送局）「えん○劇場」に出演していた（2006年6月に放送は終了）。
- 以前、交際していた女性に結婚を迫られたが、仕事をしていた時期であり結婚するのがいやだったため、中途半端な態度をとっていたら交際関係を破棄される結果となった[1]。
- 2010年3月13日に、かねてから御付合いしていたのりこさんと、2年半の交際を経て、のりこの画策と自身の親の圧力に屈したすえに結婚し、宮古島で挙式をあげたことをファンに報告した[2]。
- 2012年6月25日、「じらしたお詫びはこのバスジャックで」で第14回ボイルドエッグズ新人賞を受賞。処女作となる当該単行本が、産業編集センターより2012年11月30日に発刊された。
- 2019年10月30日、脚本を担当した、外組公演「ひみずや」が第31回池袋演劇祭舞台芸術振興会賞を受賞。
- 2019年11月7日　演歌歌手ブルーチーズ大橋として、高円寺AMP cafeでデビュー公演を行う。
- 2020年1月31日　令和2年初生こむぞうにて行政書士試験結果発表を行い、結果は合格であった。
- 2020年1月31日　3人組演歌ユニットブルーチーズ大橋（慶三は歌唱担当のブルーノ・チーズ）としてCDデビュー。

## 人物
- ポッドキャスト配信番組『こむぞう』で、小宮山雄飛、UMUと共にMCを努める。また「シコウヒンTV」では小宮山のアシスタントとしてシカの声、「The Happy Animal House」にてジョン（犬）を演じている。
- 一児の父であり、長男の名前は「蒼三（そうぞう）」。「こむぞう」内でも度々話題に上り、実際に映像に出てくることがある他、「シコウヒンTV」等でも蒼三が出演している回がある。
- おばさん顔で、貴闘力、シンドン、ものいいの吉田、ソバージュのアンパンマン、佐藤蛾次郎、ロッテの里崎智也、ガイ・リッチー、アフロ時代の笑福亭鶴瓶やUMUの母親に間違えられた事もある。
- 好きなファッションブランドは泥棒日記。
- 愛車（バイク）は、アプリリアのスカラベオ[3]。あまりに聞きなれない名称だったため、小宮山雄飛よりその存在を信じてもらえなかった。

## 主な作品

### 小説
- 『じらしたお詫びはこのバスジャックで』（2012年11月30日発刊、第14回ボイルドエッグズ新人賞受賞）

### 映像作品
- 『後天性衝動症候群～地球人限定～』（2001年、第4回インディーズムービー・フェスティバル入選、大橋家名義）
- 『アイアムワン』（2001年）
- 『親指王子と小指姫』（2006年）
- 『未来世紀ブタジル』（2006年）
- 『許可制ブギウギ症候群』（2006年）
- 『わんこ三銃士』（2006年）
- 『慶ちゃんの未来の日記』（2007年）
- 『稲川産二の怖〜い話PART1/PART2』（2007年）
- 『いたずらセクシーボーイ』（2008年）
- 『大橋四姉妹物語予告編メイキング』（2008年）
- 『大橋四姉妹物語予告編』（2008年）
- 『Wアクセルのアメリカンおせち』（2009年）
- 『Wアクセルのアメリカン福笑い』（2009年）
- 『Wアクセルのふしぎ発見』（2009年）

### 演劇（脚本）
- 『デッド・エクイティ・スワップ』(2009年11月27日～29日）
- 劇団外組『ひみずや』（2019年9月11日～16日、第31回池袋演劇祭舞台芸術振興会賞受賞[4]）
- 劇団外組『むつみや』（2021年1月15日）

### 口述作品
- 『アメリカに潰された男』(2010年2月3日）
- 『雨に砕け散った女』(2010年2月24日）
- 『浦安のスピーチに初めて演劇を持ち込んだ男』(2011年5月8日）

### 楽曲（ブルーチーズ大橋名義）
シングル
- 浦安春時雨/浦安沖の百万坪(2020年1月31日、両A面シングル）